# برنارد ناثانسون
برنارد ناثانسون (بالإنجليزية: Bernard Nathanson)‏ هو كاتب وطبيب أمريكي، ولد في 31 يوليو 1926 في نيويورك في الولايات المتحدة، وتوفي بنفس المكان في 21 فبراير 2011 بسبب سرطان.

## وصلات خارجية
- برنارد ناثانسون على موقع IMDb (الإنجليزية)
- برنارد ناثانسون على موقع إن إن دي بي (الإنجليزية)